# Pennisetum unisetum
Pennisetum unisetum là một loài thực vật có hoa trong họ Hòa thảo. Loài này được (Nees) Benth. mô tả khoa học đầu tiên năm 1881.